# Saint-Ursanne
Saint-Ursanne är en mindre stad i kantonen Jura i Schweiz och huvudort i kommunen Clos du Doubs. Staden har en medeltida stadskärna.
Saint-Ursanne var tidigare en egen kommun, men den 1 januari 2009 slogs kommunerna Epauvillers, Epiquerez, Montenol, Montmelon, Ocourt, Saint-Ursanne och Seleute samman till den nya kommunen Clos du Doubs.